# 佩提米
佩提米（英語：Pity Me）是英國英格蘭達勒姆郡的一個達拉謨城郊村，約有人口4,000人。

## 名稱
佩提米的英文本名為「Pity Me」，其在英語能有「可憐我」的意思。其名稱在地名中相對古怪，因此城鎮獲得了一定的知名度。

### 名稱來源
關於佩提米的名稱來源，人們至今還沒有一個統一的說法，且這些說法超過9個。最有可能是真的說法是來自《牛津英國地名詞典》（Oxford Dictionary of British Place Names）。該說法指出「此名稱是在19世紀起的。因為當時的佩提米仍然是一個荒涼和難以發展的地方，人們認為該地方不能被發展實屬不幸，所以起了這麼一個古怪的名字」。另一個說法則指出這個名稱是當地一個淺水湖泊的諾曼法語舊名稱，而那個舊名稱可能是「佩蒂特湖」（Petit Mere）、「佩特湖」（Petty Mere）或 「彼特湖」（Peaty Mere）。一個類似的說法指出該名稱來自「佩坦迪湖」（Pithead Mere）或「佩蒂迪湖」（petite mer），其中「佩坦迪」是指一片沼澤荒地的擴展區域，而「佩蒂迪」則是指「小海洋」，一個具有諷刺意味的名稱。
儘管佩提米的名稱獨特，但在諾森伯蘭郡裡也有數個名為「佩提米」的小型城鎮。其中一個位於巴拉斯福特（Barrasford）以北，一個位於哈特伯恩（Hartburn）附近。這個現象說明該名稱可能是指某一種地形，或某一種土地利用，所以在英國不同地方都存在名為佩提米的城鎮。
其中一個較為虛假的說法指出修道士在運送基督教聖人卡斯伯特（Cuthbert）的棺材到達拉謨期間，棺材在佩提米一帶意外地掉到地上。為了請求寬恕，修道士們便將此地命名為佩提米，即「可憐我」。而另一個較為虛假的說法則指出一群修道士在遭維京人襲擊後路經此處時，頌唱了诗篇第51篇。诗篇第51篇的其中一句「Miserere mei, Deus」譯成英語時為「Pity me, O God」（可憐我吧，上帝），因此修道士們便把此處命名為佩提米。

## 地理
佩提米的座標為54°48′20″N 1°35′10″W / 54.80553°N 1.58615°W（54.80553,-1.58615）。其海拔為91米（298.6英尺）。此鎮位於牛頓霍爾（Newton Hall）以西，弗拉姆韋爾蓋特摩爾（Framwellgate Moor）以北，距離達拉謨約3.5公里。此鎮的OS格網參考編碼為NZ265452，郵區編號為DH1，電話區號為0191。

## 運輸
連接達林頓和紐卡斯爾的A167公路經過佩提米，而A1公路亦於佩提米附近經過。

## 設施
佩提米擁有數間學校、零售公園、工業區、自然保護區、科學中心、旅遊休閒中心、數間旅館和3間酒吧。
敞開式購物中心阿尼森中心（The Arnison Centre）位於佩提米邊緣。